# Oxypilus montanus
Oxypilus montanus är en bönsyrseart som beskrevs av Roger Roy 1999. Oxypilus montanus ingår i släktet Oxypilus och familjen Hymenopodidae. Inga underarter finns listade i Catalogue of Life.